# Liste der Monuments historiques in Bonnevent-Velloreille
Die Liste der Monuments historiques in Bonnevent-Velloreille führt die Monuments historiques in der französischen Gemeinde Bonnevent-Velloreille auf.

## Liste der Immobilien
| Bezeichnung        | Beschreibung                                               | Standort                            | Kennzeichnung | Schutzstatus | Datum | Bild           |
| ------------------ | ---------------------------------------------------------- | ----------------------------------- | ------------- | ------------ | ----- | -------------- |
| Kirche Ste-Trinité | zwischen 1848 und 1851 erbaut, Architekt Christophe Colard | Bonnevent, 20 rue Principale (Lage) | PA70000090    | Classé       | 2009  | weitere Bilder |

## Liste der Objekte
| Bezeichnung               | Beschreibung | Standort                                    | Kennzeichnung | Schutzstatus | Datum | Bild |
| ------------------------- | --- | ------------------------------------------- | ------------- | ------------ | ----- | ---- |
| Skulptur Heiliger Blasius | Holz, farbig gefasst, 16. Jahrhundert | Bonnevent, in der Kirche Ste-Trinité (Lage) | PM70002078    | Inscrit      | 1974  |      |
| Feuerspritze              | 1914 bei Girod et Cie. in Vuillafans gebaut                                                                                                 |                                             | PM70003980    | Inscrit      | 2009  |      |
| Hauptaltar                | Altartisch, Tabernakel und zwei Leuchter; Holz, farbig gefasst, Bronze, vergoldet, bezeichnet 1858                                          | Bonnevent, in der Kirche Ste-Trinité (Lage) | PM70003958    | Inscrit      | 2009  |      |
| Blasiusaltar              | linker Seitenaltar; Retabel, Gemälde und vier Leuchter; Holz, farbig gefasst, Ölfarbe auf Leinwand, Bronze, vergoldet und emailliert, 1858  | Bonnevent, in der Kirche Ste-Trinité (Lage) | PM70003959    | Inscrit      | 2009  |      |
| Kniebank                  | Stein, zwischen 1852 und 1855, Bildhauer Constant Frelin                                                                                    | Bonnevent, in der Kirche Ste-Trinité (Lage) | PM70003961    | Inscrit      | 2009  |      |
| Kanzel                    | Stein, zwischen 1852 und 1855, Bildhauer Constant Frelin                                                                                    | Bonnevent, in der Kirche Ste-Trinité (Lage) | PM70003962    | Inscrit      | 2009  |      |
| Maria-Immaculata-Altar    | rechter Seitenaltar; Retabel, Gemälde und vier Leuchter; Holz, farbig gefasst, Ölfarbe auf Leinwand, Bronze, vergoldet und emailliert, 1858 | Bonnevent, in der Kirche Ste-Trinité (Lage) | PM70003960    | Inscrit      | 2009  |      |